# Christian Georg Vick
Christian Georg Vick (auch: Christian Vicken; * 29. September 1668 in Stralsund; † 8. Oktober 1739 in Wienhausen) war ein Kunstmeister, Amts- und Landbauschreiber, Autor sowie Amts- und Landbaumeister.

## Familie
Christian Georg war der Bruder von Sudfeld Vick. Er war außerdem der Vater des 1739 zum  Landbaumeister ernannten Sudfeld Andreas Vick (* wahrscheinlich 1708, † 1. Oktober 1772) und Großvater von dessen Sohn, dem 1795 zum Oberlandbaumeister ernannten Georg Andreas Vick (1747–1830).

## Werdegang
Christian Georg Vick lässt sich erstmals 1682 in Hannover nachweisen, dann wieder ab 1690. 1706–26 war Vick als Kunstmeister der Altstadt Hannovers zuständig für wassertechnische Anlagen. Ab 1718 war er jedoch auch des Öfteren außerhalb Hannovers tätig. Im selben Jahr wurde er zunächst Amts- und Landbauschreiber, ab 1720 bis 1739 dann Amts- und Landbaumeister.
1736 schrieb Vick auf Veranlassung von Friedrich Karl von Hardenberg seine Erinnerungen ... (s. Literatur) an das staatliche Bauwesen in Hannover, die bis in das Jahr 1660 zurückreichten.
Christian Georg Vick wurde in der Gemeindekirche Wienhausen begraben.

## Werke

### Bauwerke (Auswahl)
Vick hat umfangreiche Tätigkeiten im hannoverschen Hof- und Landbauwesen vollbracht:
- 1710–1711: Fertigung von acht Steinvasen im Parterre des Großen Gartens in Herrenhausen[1]
- 1713–1714: Bau der Leintorbrücke (heute „irrtümlich“[3] auch „Schlossbrücke“ genannt)[1]
- 1717–1723: Das von seinem Bruder Sudfeld entworfene Harzkornmagazin in Osterode am Harz führte Christian Georg Vick aus.[4]
- 1718–1722: Bau des Herrenhauses Groß Schwülper für Georg Wilhelm von Marenholtz (1972 abgerissen)[5]

### Publikationen
- Erinnerungen an das staatliche Bauwesen in Hannover, 1736